# Skövde HF
Skövde Handbollsflickor (Skövde HF) är en damhandbollsklubb från Skövde, bildad 1949 med Herman Somby i spetsen.

## Historik
Skövde HF spelade för första gången i elitserien säsongen 1996-97, men åkte ur efter halva säsongen 1997-98 och fick spela i allsvenska på våren. Kämpade sig kvar i elitserien 1998-99 via allsvenskan och playoff. 2000 vann man guld i J-SM.
Laget har spelat SM-final 2005, 2006, 2007, 2008, 2009 och 2010. De förlorade 2005 mot Skuru IK, 2006 och 2007 förlorade de mot IK Sävehof men 2008 fick de äntligen ta hem guldet mot IK Sävehof. 2009 och 2010 blev det återigen SM-silver efter finalförluster mot IK Sävehof. 

## Spelartrupp
| Nr | Land    | Pos | Namn                    |
| -- | ------- | --- | ----------------------- |
| 12 | Sverige | MV  | Annie Linder            |
| 16 | Danmark | MV  | Ida Kramer Vium         |
| 21 | Sverige | MV  | Hanna Edvardsson        |
| 2  | Sverige | V6  | Julia Ehn               |
| 5  | Sverige | M6  | Anna Dahlström          |
| 6  | Sverige | M6  | Isa Franzén             |
| 7  | Sverige | V6  | Nora Jakobsson van Stam |
| 8  | Sverige | M9  | Emma Wahlström          |
| 9  | Norge   | M6  | Elizabeth Collado       |
| 10 | Sverige | V9  | Fanny Elovsson          |

| Nr | Land    | Pos | Namn                      |
| -- | ------- | --- | ------------------------- |
| 11 | Sverige | M9  | Johanna Flygelholm        |
| 14 | Sverige | V6  | Britta Jakobsson van Stam |
| 15 | Sverige | H6  | Marielle Lideskär         |
| 17 | Sverige | M9  | Filippa Nyman             |
| 18 | Sverige | H9  | Hannele Nilsson           |
| 19 | Sverige | H6  | Sofia Berggren            |
| 20 | Sverige | V9  | Ida Eriksson              |
| 24 | Sverige | V9  | Elma Örtemark             |
| 62 | Danmark | H9  | Louise Søndergaard        |

## Meriter
- Svenska mästare 2008

## Spelare i urval
- Annika Nordgren (1976–1984 och 1991–1992)
- Matilda Boson (2000–2002)
- Cecilia Grubbström (2014–2015)
- Madeleine Gustafsson (f.d. Grundström) (2000–2006)
- Gabriella Kain (2006–2008)
- Anna-Maria Johansson (2003–2008, 2011–2016)
- Sara Johansson (2012–2017)
- Linnea Torstenson (2004–2007, 2007–2008)
- Angelica Wallén (2005–2010)
- Therese Wallter (2001–2007, 2010–2011)
- Lisa Wirén (2003–2008)

### Bildgalleri

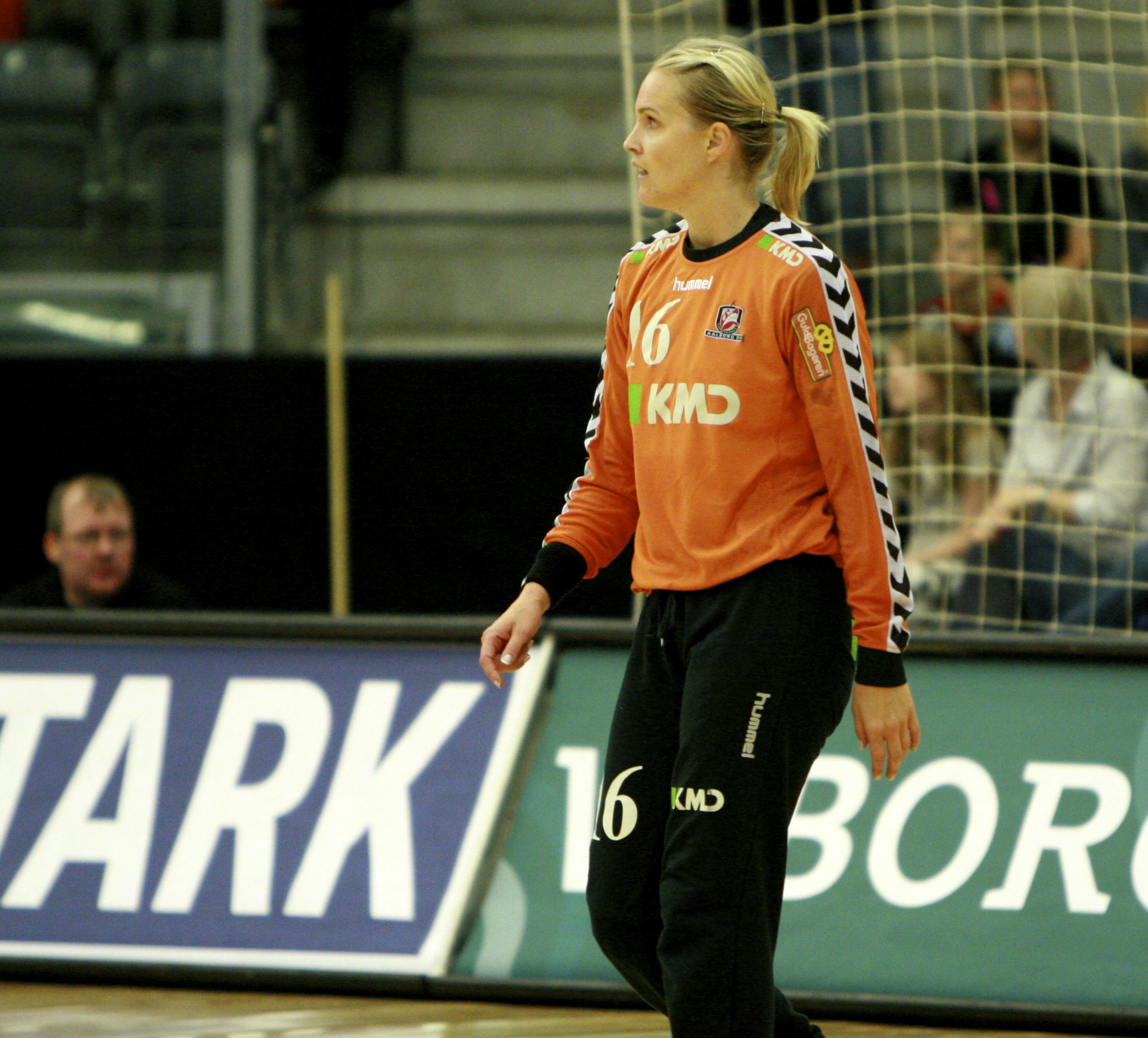
Madeleine Gustafsson
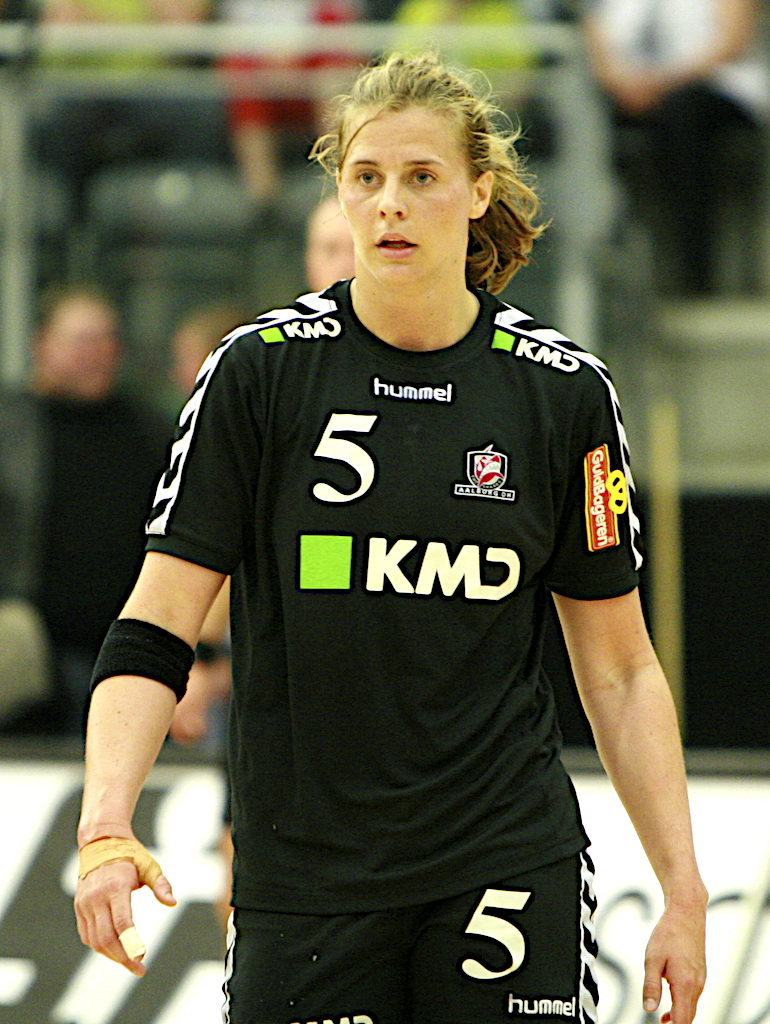
Linnea Torstenson
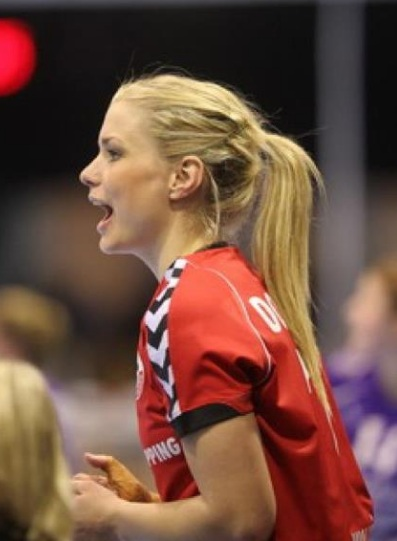
Angelica Wallén